# Вакоас-Фенікс
Вакоас-Фенікс (фр. Vacoas Phœnix, англ. Vacoas Phoenix) — друге за чисельністю місто Маврикію, що складається з двох основних частин — Вакоас і Фенікс.
Місто розташоване за 16 км від столиці країни міста Порт-Луї. Статус міста присвоєно в 1963 році. Місто розташоване в окрузі Плен-Вілем.

## Клімат
Місто знаходиться у зоні, котра характеризується мусонним кліматом. Найтепліший місяць — лютий із середньою температурою 25 °C (77 °F). Найхолодніший місяць — липень, із середньою температурою 19.4 °С (67 °F).
| Клімат Вакоаса          | Клімат Вакоаса | Клімат Вакоаса | Клімат Вакоаса | Клімат Вакоаса | Клімат Вакоаса | Клімат Вакоаса | Клімат Вакоаса | Клімат Вакоаса | Клімат Вакоаса | Клімат Вакоаса | Клімат Вакоаса | Клімат Вакоаса | Клімат Вакоаса |
| Показник                | Січ.           | Лют.           | Бер.           | Квіт.          | Трав.          | Черв.          | Лип.           | Серп.          | Вер.           | Жовт.          | Лист.          | Груд.          | Рік            |
| Абсолютний максимум, °C | 33             | 32             | 32             | 32             | 30             | 29             | 30             | 28             | 30             | 31             | 32             | 32             | 33             |
| Середній максимум, °C   | 26             | 26             | 26             | 25             | 23             | 22             | 21             | 21             | 22             | 23             | 25             | 26             | 24             |
| Середня температура, °C | 24             | 25             | 24             | 23             | 21             | 20             | 19             | 19             | 20             | 21             | 22             | 23             | 22             |
| Середній мінімум, °C    | 22             | 22             | 22             | 21             | 19             | 17             | 17             | 17             | 17             | 18             | 19             | 21             | 19             |
| Абсолютний мінімум, °C  | 15             | 17             | 16             | 16             | 12             | 12             | 11             | 10             | 11             | 10             | 13             | 16             | 10             |
| Днів з опадами          | 20             | 20             | 22             | 23             | 22             | 22             | 22             | 22             | 20             | 22             | 19             | 19             | 253            |
| Днів з дощем            | 20             | 20             | 22             | 23             | 22             | 22             | 22             | 22             | 20             | 22             | 19             | 19             | 253            |
| ----------------------- | -------------- | -------------- | -------------- | -------------- | -------------- | -------------- | -------------- | -------------- | -------------- | -------------- | -------------- | -------------- | -------------- |
| Джерело: Weatherbase    |                |                |                |                |                |                |                |                |                |                |                |                |                |

## Міста побратими
- Анцирабе, Мадагаскар
- Пуна, Індія